# Benamira
Benamira es una localidad española del municipio soriano de Medinaceli, en la comunidad autónoma de Castilla y León.

## Geografía
Está localizada a 41°5′40″ latitud norte, 2º25'18" longitud oeste y una altura de unos 1093 m sobre el nivel del mar. Benamira está situada a los pies de la Sierra Ministra, la cual sirve de enlace entre el Sistema Central y el Sistema Ibérico. Aunque en el pasado constituía un municipio independiente, actualmente forma parte de Medinaceli. Pertenece al partido judicial de Almazán y a la comarca de Arcos de Jalón.
Cerca de Benamira se encuentra un monte aislado de 1188 m de altitud sobre el nivel del mar llamado Monteagudillo. A su pie, se localiza el nacimiento del río Jalón.

## Historia
A la caída del Antiguo Régimen la localidad se constituyó en municipio constitucional en la región de Castilla la Vieja que en el censo de 1842 contaba con 59 vecinos y 241 habitantes. La localidad aparece descrita en el cuarto volumen del Diccionario geográfico-estadístico-histórico de España y sus posesiones de Ultramar de Pascual Madoz de la siguiente manera:

BENAMIRA: ald. con ayunt. de la prov. de Soria (14 leg.), part. jud. de Medinaceli (1 1/2), aud. terr. y c. g. de Burgos (35 1/2), dióc. de Sigüenza (4): sit. en un valle defendido por algunos pequeños cerros de los vientos E. y O.: su clima es sano, y sus enfermedades mas comunes reumas é intermitentes: tiene 46 casas de mediana construccion, la municipal que sirve de escuela, á la que concurren 1  alumnos de ambos sexos, bajo la direccion del sacristan y secretario de ayunt., que percibe por los tres cargos 25 fan. de trigo anuales pagadas por los fondos públicos y los padres de los niños; cinco calles, una plaza y una igl. parr. (San Miguel), servida por un párroco de entrada: confina el térm., N. Garbajosa; E. Esteras; S. Arbujuelo; Azcamellas y Laina, y O. Aguilar de Anguita: dentro de él se encuentran una ermita dedicada á Sta. Bárbara, un monte arbolado de encina, roble, chaparro y otros arbustos, y dos cas. llamados Villaseca y Sayona: en el primero hay 4 casas, una ermita (San Miguel), donde dice misa los días de precepto el cura del pueblo; y 2 lagunas de poca profundidad que en años escasos de aguas llegan á secarse en términos que se cultivan, el segundo lo componen 3 casas, y ambos tienen su respectivo heredamiento: el terreno es de buena calidad, abunda en manantiales, de los que se forma un arroyo que utilizan muy poco para el riego, y desagua en el Jalon, inmediato al nacimiento de este. caminos: los locales, todos de herradura y en mal estado, particularmente en tiempos lluviosos: recibe y despacha el correo por la estafeta de Medinaceli. prod.: trigo, centeno, cebada, avena, judias, garbanzos y otras legumbres, hortalizas, patatas, nabos, cáñamo y yerba; cria ganado lanar, de cerda, caballar, mular, asnal y vacuno: hay muchas aves domésticas y algunos colmenares. pobl.: 59 vec., 241 alm. cap. prod., incluso el de sus cas.: 89,936 rs. 16 mrs. imp.: 38,953 rs. 30 mrs. contr. por todos conceptos: 4,895 rs. presupuesto municipal: 700 rs., se cubre con el fondo de propios y arbitrios.
(Madoz, 1846, p. 178)

El municipio de Benamira desapareció en 1969, al fusionarse con los de Medinaceli, Esteras de Medina, Beltejar, Blocona y Fuencaliente de Medina. Contaba entonces con 48 hogares y 182 habitantes.

## Demografía
| Gráfica de evolución demográfica de Benamira entre 1842 y 1960 |
| |
| Población de derecho según los censos de población del INE Población de hecho según los censos de población del INEEntre el censo de 1970 y el anterior, este municipio desaparece porque se integra en el municipio 42113 (Medinaceli) |

En 1981 contaba con 24 habitantes, concentrados en el núcleo principal, pasando 10 en 2005, a 9 en 2008 y a 8 en 2010.